# Sinclairia platylepis
Sinclairia platylepis là một loài thực vật có hoa trong họ Cúc. Loài này được (Sch.Bip. ex Klatt) Rydb. miêu tả khoa học đầu tiên năm 1927.